# Планине Србије
Највећи део територије Србије заузимају планине, које чине планинску регију. Она се протеже од Панонског побрђа на северу до црногорске, албанске и македонске границе на југу. Од запада ка истоку протеже се од босанско-херцеговачке до бугарске границе.
Планине Србије се деле на: 
1. Родопске планине,
2. Карпатско-балканске планине и
3. Динарске планине.

## Родопске планине
Родопске планине се пружају са десне и леве стране Јужне и Велике Мораве. Са десне стране налазе се планине: Дукат, Коћура, Бесна Кобила, Варденик, Чемерник, Радан, Руј, Селичевица, Сталаћка брда, Буковик, Острозуб, и Ресавски хумови, док се са леве стране протежу: Кукавица, Видојевица, Јастребац, Јухор, Црни врх и Азањске планине.

## Карпатско-балканске планине
Карпатско-балканске планине се налазе у источном делу Србије. Простиру се од реке Дунав на северу до Заплањско-лужичке котлине и планине Руј на југу. На истоку иду до бугарске границе, а на западу до громадних (родопских) планина Поморавља. Ове планине су разноврсног геолошког састава услед чега се јављају бројна орудњења. Карпатско-балканске планине се деле на Карпатске и на Балканске планине.
Карпатске планине се налазе измећу Дунава на северу и Црноречке котлине. У њих спадају: Хомољске планине, Бељаница, Кучај, Мироч, Дели Јован и још пар мањих.
Балканске планине се налазе јужно од Црноречке котлине. То су: Ртањ, Озрен, Девица, Сува планина и Стара планина.

## Динарске планине
Динарске планине заузимају највећи простор планинске регије. Разноврсне су у геолошком и морфолошком погледу. Подељене су на 7 планинских целина. То су:
1. Проклетијске планине
2. Шарске планине
3. Старовлашко-рашке планине
4. Копаоничке планине
5. Косовско-метохијске планине
6. Шумадијске планине и
7. Рудне и флишне планине

- Проклетијске планине се налазе на граници Србије са Албанијом. Углавном су кречњачког састава. У овој групи се налази највиши врх Србије - Ђеравица (2656 m). Проклетијске планине чине: Проклетије, Хајла, Комови, Жљеб, Виситор, Мокра планина и Мокра гора.
- Шарске планине се налазе јужно од Косовско-метохијске котлине. У њих спадају: Шар планина, Коритник и Паштрик.
- Старовлашко-рашке планине се простиру од Дрине на западу до Ибра и Косовске котлине на истоку и од Ђетиње и Западне Мораве на северу до границе са Црном Гором. У Старовлашко-рашке планине спадају: Звијезда, Тара, Златибор, Радочело, Чемерно, Гиљева, Златар, Јавор, Голија, Мучањ, Рогозна, Јадовник, Јелица, Озрен и Жилиндар.
- Копаоничке планине леже око Ибра и Западне Мораве. У ове планине спадају: Копаоник, Жељин, Гоч и Столови.

- Косовско-метохијске планине су планине на простору Косова и Метохије. Налазе се између Проклетијских, Шарских и Копаоничких.
- Шумадијске планине се налазе између Дунава и Саве на северу, Западне Мораве и Ђетиње на југу, Велике Мораве на истоку и Колубаре, Љига и Дичине на западу. У њих спадају: Авала, Космај, Букуља, Венчац, Рудник, Вујан, Котленик и Гледићке планине.
- Рудне и флишне планине се протежу јужно од Саве до Ђетиње на југу и од Дрине на западу до Колубаре, Љига и Дичине на истоку. Деле се на: Рудне и Флишне.
  - Рудне су: Гучево, Борања, Јагодња, Соколске планине, Бобија, Медведник, Јабланик, Повлен, Гвоздачке стене, Маљен и Сувобор.
  - Флишне су: Цер, Завојске и Влашић.